# 1987 en France
Chronologie de la France
- 1983
- 1984
- 1985
- 1986
- 1987
- 1988
- 1989
- 1990
- 1991

Cette page présente les faits marquants de l'année 1987 en France.

## Événements

### Janvier
- 1er janvier : libération des prix, soumis à un contrôle depuis 1945[1].
- 6-14 janvier : grève à EDF entraînant des coupures d'électricité[2].
- 10-22 janvier : vague de froid[3].
- 13 janvier : le journaliste français Roger Auque est enlevé par le Jihad islamique[4] ; c'est le sixième français enlevé au Liban[5].
- 15 janvier : fin de la grève des cheminots[6].
- 21 janvier : le Mouvement corse pour l'autodétermination (MCA) est dissous en Conseil des ministres[5].
- 22 janvier : décret du président de la République constituant le Comité pour la célébration du millénaire de l'avènement d'Hugues Capet présidé par le directeur général des Archives de France, Jean Favier[7].
- 23 janvier : le Conseil constitutionnel censure l’amendement Séguin sur l'aménagement du temps de travail[8].
- 26 janvier : décret privatisant le service des alcools[9].

### Février
- 21 février : arrestation des responsables d'action directe[10].
- 22 février : premier essai en vol de l'Airbus A320, au-dessus de Toulouse, le nouveau biréacteur moyen-courrier d'une capacité maximale de 180 passagers. Cet avion dispose de plusieurs nouveautés techniques qui lui offrent un avantage concurrentiel, dont le fait de deux hommes seulement suffisent à le piloter[11].
- 23 février : attribution des 5e et 6e chaînes à des groupes privés[12]. La chaîne TV6 cesse d'émettre le 28 février[13]. La CNCL attribue la concession à Métropole Télévision le 26 février[14].
- 28 février : le militant communiste libanais Georges Ibrahim Abdallah, fondateur présumé des FARL, est condamné à perpétuité par la cour d'assises spéciale de Paris[15].

### Mars
- 1er mars : la chaîne de télévision M6 commence d'émettre[14].
- 24 mars : signature de la convention pour la création et l'exploitation d'Euro Disneyland en France[12].

### Avril
- 3 avril : François Mitterrand ouvre les festivités du Millénaire capétien dans la Cathédrale d'Amiens[16].
- 3-5 avril : congrès du PS à Lille[8].
- 4 avril : la moitié du capital de TF1 est détenu par le groupe Bouygues[12].

### Mai
- 1er mai : inauguration du premier grand parc d'attractions français, Mirapolis, dans la ville nouvelle de Cergy-Pontoise ; c'est un échec commercial[17].
- 5 mai-27 juin : affaire des disparues de la région parisienne. Virginie Delmas, 10 ans, est enlevée le 5 mai à Neuilly-sur-Marne. Son corps nu est trouvé le 9 octobre 1987 à Mareuil-lès-Meaux en Seine-et-Marne. Hemma Davy-Greedharry, âgée de 10 ans, disparait le 30 mai à Malakoff ; son corps nu est découvert moins de deux heures plus tard à Châtillon. Perrine Vigneron , 7 ans, est enlevée le 3 juin à Bouleurs. Son corps est trouvé le 27 juin à Chelles. Moins de deux heures après, Sabine Dumont, 9 ans, est enlevée à Bièvres. Son corps est trouvé nu, le lendemain à Vauhallan, le long de la route nationale 118. Les fillettes ont été violées puis étranglées. Les auteurs de ces crimes n'ont pas été identifiés[18].
- 6 mai : Jean-Marie Le Pen invité à « L'Heure de vérité » propose de renvoyer des milliers d'immigrés et d'isoler les malades du SIDA (les « sidaïques ») dans des « sidatorium »[12].
- 11 mai : ouverture du procès de Klaus Barbie, ancien chef de la Gestapo de Lyon[12].
- 23 mai : première Nuit des Molières au théâtre du Châtelet à Paris, diffusée sur Antenne 2[19].
- 29 mai : le gouvernement Chirac annonce des mesures d'urgence pour combler le déficit de la Sécurité sociale[5].
- 31 mai : inauguration du Futuroscope de Poitiers[20].

### Juin
- 2 juin : Explosion au port Édouard-Herriot à Lyon[21],[22],
- 3 juin : rapprochement de Moët Hennessy et de Louis Vuitton pour fonder le groupe LVMH dirigé par Bernard Arnault[23].
- 5 juin : loi no 87-369 organisant la consultation des populations de Nouvelle-Calédonie[5].
- 6 juin : affaire Yves Dandonneau. L'auteur organise sa mort dans un accident de voiture près du village de Ceilhes-et-Rocozels (Hérault). Il assassine un SDF pour usurper son identité afin de toucher les huit primes d'assurance décès[24].
- 11 juin : vote de la loi sur l'aménagement du temps de travail permettant la « modulation » des horaires et le travail continu pour des raisons économiques[5].
- 17 juin : incitations fiscales au développement des stock options[25].
- 18 juin : lancement de la Peugeot 405, voiture de l'année 1988[26].
- 22 juin : promulgation de la loi Chalandon qui permet à l'État de déléguer partiellement la gestion de certaines prisons à des organismes privés[27].

### Juillet
- 1er juillet : entrée en vigueur de l’Acte unique européen[28].
- 4 juillet : condamnation de Klaus Barbie, ancien chef de la Gestapo de Lyon, à la réclusion criminelle à perpétuité[10].
- 8 juillet : loi relative aux procédures fiscales et douanières dite « loi Aicardi » ; nouvel abaissement de la fiscalité[29].
- 14 juillet : crue du Borne au Grand-Bornand (Haute-Savoie) ; on compte 21 morts et 2 disparus dans un camping situé dans une zone inondable[30].
- 15 juillet : dissolution en Conseil des ministres du groupe indépendantiste basque Iparretarrak[5].
- 16-17 juillet et 13 août : agitation à la prison des Baumettes à Marseille contre les conditions de détention[31].
- 17 juillet : rupture des relations diplomatiques entre la France et l'Iran à la suite de l'affaire Gordji[28].
- 26 juillet : Premier défilé de Christian Lacroix peu après l'ouverture de sa maison de couture[32].
- 29 juillet : privatisation de la Société générale[33].

### Septembre
- 2 septembre : première émission du Club Dorothée. Dorothée quitte Récré A2 sur Antenne 2 pour devenir directrice des programmes jeunesse sur TF1 récemment privatisée[34].
- 8 septembre : première rentrée au Lycée Pilote Innovant (86)[35].
- 13 septembre :
  - Référendum sur l'indépendance de la Nouvelle Calédonie[5] ; le maintien au sein de la République française l'emporte avec 98,3 % des suffrages exprimés, avec une participation de 59,1 % des inscrits (boycott des indépendantistes).
  - Affaire du « détail ». Jean-Marie Le Pen, invité au Grand Jury RTL-Le Monde, déclare à propos de la contestation par des négationnistes de l'utilisation par les nazis de chambres à gaz homicides « Je n'ai pas étudié spécialement la question. Mais je crois que c'est un point de détail de l'histoire de la Seconde Guerre mondiale »[36].

### Octobre
- 15 octobre : tempête sur la Bretagne et le Cotentin, puis sur les îles britanniques[37].
- 17 octobre : Je témoigne de vous, discours prononcé sur le Parvis des droits de l'homme, place du Trocadéro à Paris, par le père Joseph Wresinski, fondateur du mouvement international ATD Quart monde[38].
- 19 octobre : lundi noir ; chute des cours la bourse de Paris[10].
- 23 octobre-5 novembre : émeute à Tahiti. Les dockers grévistes du port de Papeete affrontent la police. Des bureaux sont saccagés. L'Etat d'urgence et le couvre feu sont décrétés[39].

### Novembre
- 2 novembre : publication du rapport Barba sur l'affaire Luchaire ; le Parti socialiste aurait touché des commissions dans des ventes d'armes à l'Iran[40].
- 12-13 novembre : mutinerie de la prison de Saint-Maur dans l'Indre[41].
- 20 novembre : premier lancement réussi de la fusée Ariane 2[28].
- 27 novembre : libération des otages retenus à Beyrouth Jean-Louis Normandin et Roger Auque[5].
- 30 novembre : inauguration de l'Institut du monde arabe à Paris[28].

### Décembre
- 4 décembre et 5 décembre: premier Téléthon en France[42] diffusé sur Antenne 2 avec 181 327 459 francs de promesses de dons au compteur final[43].
- 15 décembre : début des travaux du tunnel sous la Manche[44].
- 19 décembre : la loi sur le statut de la Nouvelle-Calédonie est définitivement adopté[5].
- 21 décembre : une catastrophe aérienne tue seize personnes à Eysines[45].

## Décès en 1987
- 2 mai : Dalida, 54 ans, chanteuse d'origine italo-égyptienne (° 17 janvier 1933).
- 3 octobre : Jean Anouilh, 77 ans, dramaturge. (° 23 juin 1910).
- 4 novembre : Pierre Seghers, 81 ans, poète et éditeur. (° 5 janvier 1906).
- 18 novembre : Jacques Anquetil, 53 ans, coureur cycliste. (° 8 janvier 1934).
- 17 décembre : Marguerite Yourcenar, 84 ans, écrivain. (° 8 juin 1903).